# Ramón Martínez López
Ramón Martínez López (Boiro, 4 de abril de 1907 - Pontevedra, 12 de septiembre de 1989) fue un filólogo y político español.

## Trayectoria
Como estudiante, participó en la creación en 1923 del Seminario de Estudios Gallegos. Colaboró en El Compostelano con artículos en gallego y una serie titulada Lambizos firmada con el seudónimo Xan do Cotón. Licenciado en Derecho en la Universidad de Santiago de Compostela en 1927 y en Filosofía y Letras por la misma universidad en 1929, comenzó a trabajar como profesor de secundaria de latín y lengua y literatura española en Ibiza, Vigo y Lugo. En 1931 estuvo entre los fundadores del Partido Galleguista. Ganó en 1933 una plaza de profesor en el Instituto español de Lisboa y, posteriormente, consiguió la plaza de profesor de literatura comparada en la Universidad de Lisboa. En 1934 recibió una beca de investigación del gobierno francés, y se mudó a París y en 1934 se encargó de la organización del Salón del Libro Español.
En 1936 se doctoró en Filosofía y Letras por la Universidad Complutense de Madrid y accedió a los puestos de agregado cultural en las embajadas españolas de Portugal y Francia durante la Guerra Civil, como parte del gobierno  de la Segunda República. También estuvo dando clase durante tres meses en la Universidad de Argel y luego luchó en el frente, pero con la derrota republicana marchó al exilio en Francia, donde estuvo en un campo de refugiados, y luego a Argentina.
Comenzó a investigar en el instituto filológico de Buenos Aires, bajo la dirección de Amado Alonso y en 1940 accede al departamento de Lenguas Románicas de la Universidad de Austin, en Texas, donde realizará su labor de investigación y docencia hasta su jubilación en 1971. En 1950 consigue la ciudadanía estadounidense y en 1959 la plaza de profesor. Trabajó como profesor visitante en las universidades de Wisconsin, Nuevo México, Puerto Rico, Denver y Middlebury.

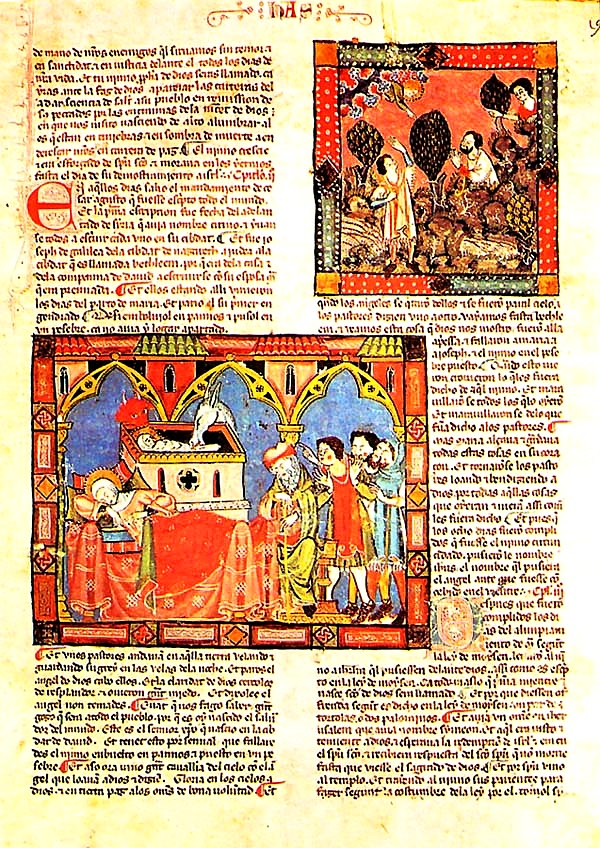
La Grande y General Historia, en su versión gallega del, fue editada por Martínez López

Sus temas de investigación principales fueron la literatura medieval en gallego, y a él se deben las ediciones críticas modernas de las Cantigas de Santa María, de Afonso X y de la General Estoria, del incluso autor. Trabajó también otros campos de la poesía medieval y contemporánea española (Antonio Machado) y de la literatura portuguesa (Teixeira de Pascoaes, entre otros), y publicó distintos estudios y artículos sobre Literatura en gallego, tanto en gallego como en inglés.
En 1971 regresó a Galicia después de su jubilación, y contribuyó a la reorganización del galleguismo. Con la llegada de la democracia recuperó sus acreditaciones como catedrático de Instituto y fue repuesto. Fue elegido académico de la Real Academia Gallega en 1976 y recibió la Medalla Castelao en 1984, en la fecha de su instauración.

## Obra
- A literatura galega no exilio (1987)
- General Estoria. Versión gallega del siglo XIV. Oviedo, (1963).